# 朱仲八
朱仲八，南宋后期句容（今江苏省句容市）人，明太祖朱元璋的五世祖（父亲的高祖父）。
朱仲八家族本来居住在金陵句容，地名朱家巷，距金陵城四十里，在通德乡。家中世代从事农桑。朱元璋在龙凤二年（1356年）攻下金陵之后，找到居住在句容的同族父母昆弟四十余人，都是朱仲八的后代。洪武元年（1368年），朱元璋在南京建立明朝，朱仲八因为世系已远，没有被追尊為皇帝。

## 子孙
- 妻：陈氏，生三男
  - 长子：朱六二
  - 次子：朱十二
  - 三子：朱百六，娶胡氏，生二子
    - 孙：朱四五
    - 孙：朱四九，娶侯氏，生四子
      - 曾孙：朱初一，娶王氏，生二子，携二子迁居泗州盱眙县
        - 玄孙：朱五一，娶刘氏，生四子，与弟弟朱五四迁居濠州钟离县
          - 朱重一，生在盱眙
          - 朱重二，生在盱眙
          - 朱重三，生在盱眙
          - 朱重五，生在钟离

        - 玄孙：朱五四（朱世珍），娶妻泗州人陈氏
          - 朱重四，生在盱眙，朱文正的父亲
          - 朱重六，生在五河
          - 朱重七，生在五河
          - 朱重八（朱元璋），生在钟离

      - 曾孙：朱初二
      - 曾孙：朱初五
      - 曾孙：朱初十[1]